# The Tom and Jerry Show (2014)
The Tom and Jerry Show  (O Show de Tom e Jerry no Brasil) é uma série animada estadunidense de televisão (com base nos personagens originais de Tom and Jerry, criados por William Hanna e Joseph Barbera), produzido pela Warner Bros. Animation e Turner Entertainment Co., em parceria com a Renegade Animation.

## Televisão
- A série estreou nos EUA em 9 de abril de 2014 no Cartoon Network.
- No Canadá estreou no canal Teletoon em 1 de março de 2014.[1]
- No Brasil, a série estreou em 14 de abril de 2014 no Cartoon Network.[2] A série também é exibida exclusivamente pelo SBT desde 2017.
- Na Angola e Moçambique, a série estreou em 21 de abril de 2015 no Boomerang.
- Em Portugal, a série estreou em 13 de julho de 2015 na RTP2 no programa Zig Zag.

## Sinopse
Tom, um gato cinzento atrapalhado, está sempre perseguindo Jerry, um pequeno e esperto ratinho marrom. Juntos, os dois aprontam e vivem as mais hilariantes aventuras, ao lado de Spike e Tyke (dois cachorros), Butch (um gato preto), Tuffy (um ratinho cinza-claro), Quacker (um simpático patinho amarelo) e muitos outros.
A série é produzida de estilo Flash e mostra Tom e Jerry com o visual clássico modernizado e seus episódios estão concentrados em 5 ambientes diferentes:
- Ambiente 1: Em uma casa urbana, Tom e Jerry moram juntos, enquanto outros personagens moram na mesma cidade que eles. (Este ambiente foi bastante usado na segunda temporada da série).
- Ambiente 2: Uma casa assombrada onde Tom e Jerry são os mascotes de duas bruxas chamadas Hildie e Beatie.
- Ambiente 3: Em uma agência de investigação, Tom e Jerry são dois detetives que investigam vários casos, contando com a ajuda de um "narrador".
- Ambiente 4: Em uma sala de experimentos, Jerry é um rato de laboratório e amigo de um outro rato chamado Napoleão, enquanto Tom é um gato de rua. (Este ambiente foi apenas usado na primeira temporada da série).
- Ambiente 5: Em uma mansão onde moram uma mulher rica e seu mordomo, Tom é assistente do mordomo e Jerry apenas aparece para roubar comida e atrapalhar o serviço de Tom. (Este ambiente foi usado a partir da terceira temporada).
- Ambiente 6: Na Transilvânia, Tom pode várias vezes ser transformado em uma criatura assustadora enquanto Jerry interpreta um caçador de monstros referenciando Van Helsing. Em outros momentos, eles podem trabalhar juntos enfrentando vários seres estranhos em um castelo. (Este ambiente foi apresentado na terceira temporada, substituindo o Ambiente 2)

## Personagens

### Principais
- Tom - Um gato cinzento que sempre está perseguindo o ratinho Jerry.
- Jerry - Um rato que sempre está fugindo do gato Tom. Nessa série, Jerry está mais espertinho do que nas séries anteriores, o que faz Tom ficar cada vez mais incomodado.
- Spike - Um bulldog grande muito violento que agride Tom com surras e espancamentos sempre que ele o provoca ou quando tenta perseguir o Jerry. Em alguns episódios, Spike aparenta tratar Jerry da mesma forma que o Tom. Tom e Spike revelam de vez em quando serem amigos, mas ocasionalmente.
- Tyke - Um pequeno cachorrinho e filho do Spike. Ele em alguns episódios não é mostrado. Spike muitas vezes culpa Tom por tudo de ruim que acontece com Tyke.
- Rick - O dono da casa de Tom e Jerry. Rick apenas gosta do Spike e tal como ele, odeia o Tom. Ele estará ausente na terceira temporada.
- Ginger - A dona da casa de Tom e Jerry. Ela gosta dos animais da casa, mas tem o Tom como preferência. Ao contrário de Rick, ela aparecerá na terceira temporada, onde ela será dona da casa e mandará o Tom a pegar e capturar o Jerry.
- Butch, o gato Malandro - Um gato preto que mora na rua que é o inimigo de Tom, Jerry e Spike. Ele sempre trata Jerry com uma comida, assim como um gato qualquer, porque Jerry é um rato, pois Gatos costumam comer ratos.
- Patinho Quacker (Duque) - Um patinho amarelo, melhor amigo do Jerry.
- Espeto (Tuffy) - Um filhote de rato cinza que usa fralda e que é sobrinho do Jerry. Ao contrário do seu tio, ele fala. Tal como Tyke, ele não é mostrado em alguns episódios.
- Droopy - Um cachorro que fala seriamente, calmamente e de estilo emo. Ele tem muitos empregos dependendo do episódio que aparece.
- Corisco - É um gato alaranjado que mora na rua. Ele sempre acompanha Butch em seus planos.
- Topsy - É um gato baixinho morador de rua. Ele sempre acompanha Butch em seus planos.
- Meathead - É um gato cinzento e magrelo que é morador de rua. Ele sempre acompanha Butch em seus planos.
- Butch, o cachorro - É um cachorro que é o rival de Droopy. Sua primeira aparição é como o colega de cela de Tom.

### Recorrentes
- Hildie e Beatie - Duas irmãs bruxas que moram com Tom e Jerry em uma casa assombrada.
- Newt - Um tritão alaranjado que usa um tapa-olho. Ele também mora na casa das bruxas.
- Napoleão - Um rato cinzento experimental, amigo de Jerry. Vive no laboratório científico do Dr. Bigby.
- Hamster - Um hamster inteligente que também vive no laboratório do Dr. Bigby.
- Dr. Bigby - Um cientista que trabalha em um laboratório científico. Ele, de acordo com alguns resumos, expulsou Tom do seu laboratório, pois ele nestas histórias, vive num caixote de lixo.
- Narrador - Um locutor que narra todas as histórias de detetives do Tom e Jerry. A sua presença é fundamental e de vez quando ajuda os protagonistas a chegarem às pistas.
- Mimi / Frufru (Toodles) - Uma gatinha de cor clara com um laço azul na cabeça. É a namorada do Tom, mas quando Butch está por perto, faz de tudo para estragar o relacionamento com o Tom.

### Secundários
- Barkley, o Cão - Um cachorro ladrão de coleiras visto no episódio "Preso pela Coleira" (One of a Kind).
- Polly - Uma puddle rosada adulta de óculos vista no episódio "Preso pela Coleira" (One of a Kind).
- Oitava Vida do Tom - Uma das vidas do Tom que também é um gato com a mesma aparência dele, só que fala. Ele ajuda Tom a caçar Jerry, treinando todas as outras vidas de Tom a formarem um time depois que ele diz que as vidas não voltariam para ele de novo, neste caso, vai permanecer vivo. Ele aparece no episódio "Almas Depenadas" (Ghost of a Chance).
- Ronnie, o Coelho - Um coelho branco mágico que é visto no episódio "Poof".
- Percy - Um pombo meio abobalhado visto no episódio "Poof".
- Coelha - Uma coelha amarronzada que trabalha como um dos animais no ato de mágica. Foi vista no episódio "Poof".
- Madame Beta - Uma peixinha rica de cor lilás. Foi vista no episódio "Detetive vs. Detetive" (Sleuth or Consequences).
- Mãe das Bruxas - Uma feiticeira, mãe de Hildie e Beatie, vista no episódio "Mamãezinha Querida" (Mummy Dearest).
- Dutch - Um cachorro vermelho que tenta proteger um rubi que impede má sorte, que depois foi roubado pela cadela Roxy, que se tornou depois, a sua namorada. Ele foi visto no episódio "A Maldição do Rubi" (Curse Case Scenario).
- Roxy - Uma cadela bege com coleira roxa que queria roubar um rubi de seu antes inimigo, e agora namorado, Dutch, para não ter má sorte. Ela foi vista no episódio "A Maldição do Rubi" (Curse Case Scenario).
- Misty - Uma gatinha branca com uma grande fita vermelha no pescoço que tem uma queda por Tom. Foi vista no episódio "Gata Raptada" (Cat Napped).
- Espirro - Um cachorro marrom que antes era apaixonado pela gatinha Misty. Foi visto no episódio "Gata Raptada" (Cat Napped).
- Espelho Mágico - Um espelho falante das bruxas que prevê o futuro. Ele foi visto no episódio "Espelho Mágico" (Magic Mirror).
- Toots - Uma ratinha com uma fita azul no pescoço que é a namorada de Jerry. Ela foi vista no episódio "O Jantar Está Sofrido" (Dinner is Swerved), onde ela participa de um encontro com o Jerry e ganha rivalidade com a gatinha Mimi, mas depois, as duas se reconciliam quando Tom e Jerry preparam um jantar de macarrão especialmente para elas. Toots também prova ser muito inteligente.
- Gigi - Uma outra ratinha vista no episódio "Um Problema Molecular" (Molecular Breakup), que também é a namorada do Jerry. Ela usa um vestidinho branco com listras pretas incluindo uma saia preta e fala com sotaque francês.
- Cozette - Uma gata branca francesa que se apaixona pelo Tom no episódio "Um Problema Molecular" (Molecular Breakup).
- Tio Harry - Um rato amarronzado que usa uma roupa de férias e que é o tio de Jerry e Tuffy. Aparece no episódio da segunda temporada "A Visita do Tio" (Say Uncle).
- Botão - Uma pequena gatinha cor de laranja com um laço amarelo na cabeça. Ela é muito carinhosa mostrando gostar muito de Tom, Jerry e Spike. Apesar de Tom não ter gostado muito dela no começo e treiná-la o tempo todo para pregar peças no Jerry e no Spike, ela não gosta de ser malvada com nenhum deles e gosta de ser a melhor amiga dos três. Ela aparece no episódio da segunda temporada "Vencidos pela Gatinha" (Smitten with a Kitten).
- Gênio - Um pequeno gênio que realiza os desejos desastrosos do Tom e Jerry. Ele aparece no episódio da segunda temporada "O Gênio" (Meanie Genie).
- Fantasma - Um fantasma que trabalha em uma loja de mercadorias. Ele aparece no episódio da segunda temporada "Cobertor Alugado" (Charity Chase).
- O Esquilo Maluco - O famoso esquilo laranja que apronta várias artimanhas e truques contra seus inimigos, que trabalha oferecendo quartos de hóspedes para seus inquilinos na terceira temporada.
- O Esquilo da Floresta - Um esquilo que tenta impedir Tom e Jerry de roubarem suas nozes. Ele aparece no episódio da segunda temporada "Nozes pro Jantar" (From Nuts to Soup).
- Mamãe Sabiá - Uma sabiá de cor azul que adora aprontar brincadeiras com Jerry e Spike, mas que depois se arrependeu por aprontar demais com eles, assim que pediu a ajuda do Jerry para resgatar seus filhotes das garras do Tom. Agora a Mamãe Sabiá virou a nova melhor amiga do Jerry. Ela aparece no episódio da segunda temporada "Aves e Encrencas" (To Kill a Mockingbird).
- Ratinho Escoteiro - Um ratinho marrom e menor do que Jerry e Tuffy que é o mais novo da tropa de escoteiros do Jerry. Ele é o único ratinho da série que é amigável com Tom. Aparece no episódio da segunda temporada "Os Grandes Bem-Feitores" (Dandy Do-Gooders).
- Stardust - Uma cadelinha clara que pede a ajuda do Tom e Jerry para encontrarem a sua almofadinha perdida. Aparece no episódio da segunda temporada  "O Caso da Almofadinha" (Pillow Case).
- Fifi - Uma patinha clara de fala francesa que usa um laço violeta na cabeça e também, um chapéu rosa para viagens. Ela é a namorada do Patinho Quacker. Ela aparece no episódio da segunda temporada "Nas Asas do Amor" (Wing Nuts).
- Winston - Um gato grande, bege e gorducho que mora sozinho, e que ganhou uma nova família de gatinhos, graças ao Tom e Jerry. Ele, antes, dava conforto para o Jerry em sua casa. Ele apareceu nos episódios da segunda temporada "Eu Desisto" (I Quit), "Delinquência Felina" (Kitten Grifters), "Uma Escola Muito Dura" (School of Hard Knocks) e "Gatos no Encontro" (Cat Match Fever).
- Frankie Duas Caras - Um rato de rua cinza e gordo que se aproveitou de Tom e Jerry para conseguir o que comer. Ele também é um rival de Butch. Ele aparece no episódio da segunda temporada "Rato Trapaceiro" (Dirty Rat). Voltou a aparecer em um episódio da terceira temporada.
- Coco, a Cadela - Uma cocker spaniel fofa que usa uma coleira vermelha no pescoço. Ela contou com a ajuda de Tom e Jerry para recuperarem a sua jarra de água das mãos de um pequeno gatinho delinquente. Cadela aparece no episódio da segunda temporada "Delinquência Felina" (Kitten Grifters).
- Matilda - Uma gatinha marrom que trabalha numa loja de doces e que contou com a ajuda de Tom e Jerry para proteger um bolo aue possui um anel dentro. Tom também sente uma queda por ela.. Ela aparece em um episódio da terceira temporada.
- Boneca - Uma gatinha lilás namorada do Butch. Ela aparece no episódio da terceira temporada "Aminimigos" (Friendenemies).

### Antagonistas com Menores Aparições
- Glória - Uma gatinha branca malvada que usa um laço e uma coleira violeta que tenta substituir Tom depois de Rick achar que Tom estava dando muita alergia no Spike. Ela foi vista apenas no episódio "Alergia á Fofura" (Here's Looking A-Choo Kid). Nesse episódio Tom, Jerry e Spike uniram-se para a tentarem expulsar.
- O Cão do Juízo Final - Um cachorro sinistro que tenta destruir Tom e Spike. Ele aparece apenas no episódio "Pé na Estrada" (Road Trippin).
- Wilson - O gato de estimação do Dr. Bigby que se torna um gato laranja criança de novo depois de ser colocado na máquina de juventude que ele criou para rejuvenescer Wilson, que antes era um gato velho grisalho. Mas ao ser deixado no laboratório depois de Dr. Bigby confundir Tom como seu gato, Wilson persegue Jerry e Napoleão por toda a sala de experiências. Quando retorna, Dr. Bigby encontra o verdadeiro Wilson, o que deu chance para o Tom escapar. Mas quando Dr. Bigby abraça o verdadeiro Wilson, ele o agride com arranhos nos braços e fazendo Dr. Bigby levá-lo de volta para a máquina e fazê-lo voltar ao normal. Apareceu apenas no episódio "Franken Gato" (Franken Kitty).

## Elenco
- William Hanna - Tom, Jerry (Arquivo de áudio; sem créditos)
- Jason Alexander - Rick
- Grey DeLisle-Griffin - Ginger
- Rick Zieff - Spike, Barkley, o cão, Skid, Dutch
- Rene Mujica - Newt, Bear, Sétima vida de Tom
- Cree Summer - Beatie
- Rachael MacFarlane - Hildie, Mummy
- Joey D'Auria - Butch, Meathelda
- Tom Kenny - Detetive, Dr. Bigby, Hamster, Wilfred, Primeira vida de Tom, Quarta vida de Tom, Quinta vida de Tom, Oitava vida de Tom, Ronnie coelho, Percy
- Nika Futterman - Polly
- Charlie Adler - A mãe de Polly
- Alicyn Packard - Toodles, Madame Beta, Dove
- Simon Helberg - Napoleon
- Kath Soucie - Tuffy
- Sam Kwasman - Quacker
- Dave B. Mitchell - Segunda vida de Tom, Terceira vida de Tom, Sexta vida de Tom, Petey, Livro de feitiços da Múmia, Rat
- Eric Bauza - Skunk
- Phil Lollar - Monkey
- Julie Witner - Bunny, Roxy, Misty
- Rob Paulsen - Scarf
- Robin Atkin Downes - Marvin
- Charlie Schlatter - Grayson
- Kari Wahlgren - Toots

## Episódios

### 1ª Temporada (EUA: 2014; Brasil: 2014-15)
- No Brasil, esta temporada foi exibida completamente pelo Cartoon Network, sendo que os episódios de estreia eram lançados no mesmo dia que os episódios de estreia das séries originais do Cartoon Network como Steven Universo, Clarêncio, o Otimista, O Incrível Mundo de Gumball, Os Jovens Titãs em Ação, Titio Avô, Apenas um Show, Hora de Aventura e Irmão do Jorel, além de ter sido a única temporada apresentada pelo canal durante dois anos antes da série ser movida para o Boomerang, que ficou responsável pela transmissão das outras temporadas.
- Cada episódio desta temporada possui 11 minutos de duração e um total de 26 episódios (52 segmentos).

| Episódio (série) | Título | Exibição no Canadá     | Exibição original   | Exibição no Brasil                             |
| --- | --- | ---------------------- | ------------------- | ---------------------------------------------- |
| 1 | "Spike Vai para a Escola / O Feitiço Virou Contra o Feiticeiro" "Spike Gets Skooled / Cats Ruffled Fur-niture" | 1 de março de 2014     | 9 de abril de 2014  | 14 / 21 de abril de 2014                       |
| Spike vai a uma escola de adestramento para ele poder aprender a se comportar na casa de Rick e Ginger, mas Tom tenta atrapalhar o seu comportamento o obrigando a ser mais agressivo. Jerry é o único que pode ajudar Spike nesta situação. / Tom e Jerry devem desfazer os feitiços que eles espalharam pela casa das bruxas Hildie e Beatie.       | |                        |                     |                                                |
| 2 | "Problemas Com o Sono / Acampamento Bom á Beça" "Sleep Disorder / Tom's In-Tents Adventure"                    | 1 de março de 2014     | 16 de abril de 2014 | 28 de abril / 5 de maio de 2014                |
| Butch se acomoda na nova cama de Tom e Jerry. / Tom e Jerry acampam em uma floresta e enfrentam vários desafios na natureza selvagem. | |                        |                     |                                                |
| 3 | "Um Péssimo Aniversário / Felina Fatal" "Birthday Bashed / Feline Fatale"                                      | 8 de março de 2014     | 23 de abril de 2014 | 12 / 19 de maio de 2014                        |
| Tom e Jerry tentam divertir Tyke, o filho do Spike, no dia do seu aniversário. / Toodles pede a ajuda dos detetives Tom e Jerry para investigarem os rastros de um misterioso ladrão e impedirem no roubo de suas sardinhas em uma mansão. | |                        |                     |                                                |
| 4 | "Gato Numa Fria / Almas Depenadas" "Cat Nippy / Ghost of a Chance"                                             | 15 de março de 2014    | 30 de abril de 2014 | 26 de maio / 2 de junho de 2014                |
| Tom e Jerry ficam presos na neve e tentam entrar para dentro de sua casa durante um dia de inverno. / Tom anda perdendo muitas de suas vidas com suas trapalhadas e ele tenta recuperá-las usando as poções de feitiçaria das bruxas. | |                        |                     |                                                |
| 5 | "Pássaro de Penas / Rato Vampiro" "Birds of a Feather / Vampire Mouse"                                         | 6 de abril de 2014     | 7 de julho de 2014  | 7 / 14 de julho de 2014                        |
| Tom desaponta a sua dona, Ginger, depois de tentar comer o seu novo passarinho de estimação. Butch oferece uma oportunidade de fazer Tom ser digno de reconquistar a confiança dela, impedindo o Butch de entrar na casa e comer a inocente ave. / Jerry inventa uma mirabolante pegadinha com o Tom, que pensa que ele se transformou em um vampiro. | |                        |                     |                                                |
| 6 | "Medo de Arrombamento / Franken Gato" "Entering and Breaking / Franken Kitty"                                  | 12 de abril de 2014    | 8 de julho de 2014  | 21 / 28 de julho de 2014                       |
| Spike ensina Tom e Jerry a como impedirem ladrões de roubarem a residência. / Dr. Bigby inventa uma máquina da juventude, porém, o cientista não esperava que seu gatinho que havia envelhecido e que ficou jovem novamente fosse trocado por Tom, depois que ele acidentalmente, se enrosca na máquina da juventude.                                 | |                        |                     |                                                |
| 7 | "As Besteiras do Tom / Rato Assombrado" "Tom-Foolery / Haunted Mouse"                                          | 19 de abril de 2014    | 9 de julho de 2014  | 4 / 11 de agosto de 2014                       |
| Butch inventa uma pegadinha para mandar o Tom andar pelas ruas da cidade para poder se aproveitar de sua vida doméstica. / Tuffy pede a ajuda dos detetives Tom e Jerry para resolverem o mistério de uma assombração que corre dentro da casa do Tuffy.                                                                                              | |                        |                     |                                                |
| 8 | "No Buraco / Preso pela Coleira" "Holed Up / One of a Kind"                                                    | 3 de maio de 2014      | 14 de maio de 2014  | 9 / 16 de junho de 2014                        |
| Tom fica preso na toca do Jerry e somente Jerry deve ajudá-lo. / Tom e Jerry ajudam uma cadelinha chamada Polly a resolver o caso de um cachorro que rouba coleiras de cães domésticos. | |                        |                     |                                                |
| 9 | "Dor de Barriga / De Cabeça Quente" "Belly Achin' / Dog Daze"                                                  | 10 de maio de 2014     | 21 de maio de 2014  | 23 / 30 de junho de 2014                       |
| Jerry ajuda Quacker a ter um bom dia de sorte. / Tom e Jerry viram os encarregados de construírem a nova piscina do Tyke, filho do Spike. | |                        |                     |                                                |
| 10 | "Pelo Amor do Fofinho / Detetive vs. Detetive" "For the Love of Ruggles / Sleuth or Consequences"              | 10 de maio de 2014     | 14 de julho de 2014 | 15 / 22 de setembro de 2014                    |
| Tom e Jerry ajudam Spike a recuperar o seu ursinho de pelúcia. / Tom e Jerry competem na investigação de um caso de detetives contra Butch e um esquilo. | |                        |                     |                                                |
| 11 | "O Jantar Está Sofrido / Emoções Engarrafadas" "Dinner Is Swerved / Bottled Up Emotions"                       | 17 de maio de 2014     | 15 de julho de 2014 | 29 de setembro / 6 de outubro de 2014          |
| Tom e Jerry tentam impressionar as suas duas namoradas com um jantar romântico. / Dr. Bigby cria uma invenção que mistura várias emoções em bolhas flutuantes no qual Tom, Jerry e Napoleão se tornam os alvos. | |                        |                     |                                                |
| 12 | "Alergia á Fofura / Superforça" "Here's Lookin' A-Choo, Kid / Superfied"                                       | 29 de novembro de 2014 | 10 de julho de 2014 | 18 / 25 de agosto de 2014                      |
| Pensando que Tom está dando alergia no Spike, Rick tenta substituí-lo com uma gatinha branca chamada Glória. / Tom, Jerry e Napoleão comem biscoitos do Dr. Bigby que fazem com que eles tenham superforça. | |                        |                     |                                                |
| 13 | "Que Dor / Que Encanto" "What a Pain / Hop to It!"                                                             | 6 de dezembro de 2014  | 11 de julho de 2014 | 1 / 8 de setembro de 2014                      |
| Tom e Spike são levados para o veterinário e deixam Jerry e Tuffy sozinhos em casa correndo grande perigo. / Tom duela com Butch em uma disputa para conseguir o amor da princesa Toodles em uma floresta encantada. | |                        |                     |                                                |
| 14 | "No Lugar Errado / A Árvore de Natal" "Turn About / The Plight Before Christmas"                               | 13 de dezembro de 2014 | 16 de julho de 2014 | 1 de dezembro de 2014 / 25 de dezembro de 2015 |
| Tom planejou um encontro romântico com a Toodles, mas para o seu azar, o malandro do Butch decide atrapalhar os seus planos. / Tom e Jerry comemoram as festas natalinas na casa das bruxas. | |                        |                     |                                                |
| 15 | "O Amor de Tuffy / Poof" "Tuffy Love / Poof"                                                                   | 6 de setembro de 2014  | 17 de julho de 2014 | 8 / 15 de dezembro de 2014                     |
| Jerry se esquece de Tuffy quando estavam prestes a tirar férias. Tuffy, então, resolve se divertir em casa, porém, com o intrometido do Tom em seus rastros. / Tom e Jerry ajudam um coelho chamado Ronnie a resolverem um mistério do desaparecimento de um pombo chamado Percy, no qual a situação aconteceu durante um número de mágica.           | |                        |                     |                                                |
| 16 | "O Presidente / Mamãezinha Querida" "Top Cat / Mummy Dearest"                                                  | 13 de setembro de 2014 | 21 de julho de 2014 | 22 / 29 de dezembro de 2014                    |
| Tom e Butch tentam capturar o Jerry para serem os próximos presidentes de um clube felino. / Tom e Jerry descobrem uma mágica que transporta a mãe das duas bruxas diretamente para a casa delas. | |                        |                     |                                                |
| 17 | "O Reino Doméstico / Um Problema Molecular" "Domestic Kingdom / Molecular Breakup"                             | 20 de setembro de 2014 | 22 de julho de 2014 | 12 / 19 de janeiro de 2015                     |
| Um documentário mostra o dia-a-dia do gato Tom tentando perseguir os ratos Jerry e Tuffy, namorando a gatinha Toodles e fugindo do mal-humorado cachorro Spike. / Tom e Jerry usam uma experiência do Dr. Bigby que os transporta diretamente para a França, onde lá eles conhecem uma gata e uma rata francesa.                                      | |                        |                     |                                                |
| 18 | "Confusões Aéreas (1) / Animais Não São Bem-Vindos (2)" "Just Plane Nuts (1) / Pets Not Welcome (2)"           | 27 de setembro de 2014 | 23 de julho de 2014 | 26 de janeiro / 2 de fevereiro de 2015         |
| Na primeira parte deste episódio, Tom, Jerry, Tuffy e Spike viajam de avião com Rick e Ginger. / Na segunda parte deste episódio, Tom, Jerry, Tuffy e Spike viajam para um hotel no havaí, e lá, eles criam muitas confusões. | |                        |                     |                                                |
| 19 | "Cruzeiro Atrapalhado (3) / Pé na Estrada (4)" "Cruisin' for a Bruisin' (3) / Road Trippin' (4)"               | 4 de outubro de 2014   | 24 de julho de 2014 | 9 / 16 de fevereiro de 2015                    |
| Na terceira parte deste episódio, Tom, Jerry, Tuffy e Spike viajam de navio e tentam parar um gato vermelho que está planejando vários problemas para eles. / Na quarta e última parte deste episódio, Tom, Jerry, Tuffy e Spike viajam de carro pela estrada e enfrentam um perigoso "cão do juízo final".                                           | |                        |                     |                                                |
| 20 | "Espelho Mágico / Larga o Osso" "Magic Mirror / Bone Dry"                                                      | 11 de outubro de 2014  | 25 de julho de 2014 | 23 de fevereiro / 2 de março de 2015           |
| Tom deve impedir que seu futuro seja ruim, utilizando o brilhante espelho mágico das bruxas que prevê os principais acontecimentos. / Os detetives Tom e Jerry tentam solucionar o caso dos ossos desaparecidos de Spike. | |                        |                     |                                                |
| 21 | "Meu Guarda Robô / O Patinho e o Monstro" "My Bot-y Guard / Little Quacker and Mister Fuzzy Hide"              | 18 de outubro de 2014  | 28 de julho de 2014 | 9 / 16 de março de 2015                        |
| Dr. Bigby programa o robô do laboratório para impedir que Tom chegue perto de Jerry e Napoleão. / Tom e Jerry encontram um monstro na casa das bruxas, que não parece ser nada, apenas um patinho. | |                        |                     |                                                |
| 22 | "Pelo Cano / O Cérebro Não Pensa, O Corpo é que Falha" "Pipeline / No Brain, No Gain"                          | 25 de outubro de 2014  | 29 de julho de 2014 | 23 / 30 de março de 2015                       |
| Tom, Jerry e Spike devem resgatar a aliança de casamento da Ginger, que caiu no ralo da pia do banheiro. / Tom usa um invento do Dr. Bigby que deixa ele mais inteligente. | |                        |                     |                                                |
| 23 | "Gata Raptada / Gato Preto" "Cat Napped / Black Cat"                                                           | 1 de novembro de 2014  | 30 de julho de 2014 | 2 / 9 de novembro de 2015                      |
| Os detetives Tom e Jerry tentam desvendar o caso do misterioso sequestro de uma gatinha chamada Misty. / Após Tom ouvir as duas bruxas dizendo que iriam substituí-lo por um gato preto, ele pede a ajuda de Jerry para se tornar o que elas querem.                                                                                                  | |                        |                     |                                                |
| 24 | "Aperto de Fome / Gravi-Tom" "Hunger Strikes / Gravi-Tom"                                                      | 8 de novembro de 2014  | 31 de julho de 2014 | 16 / 23 de novembro de 2015                    |
| O inverno começa a chegar e Tom, Jerry, Tuffy, Spike e Tyke tentam encontrar comida na casa de Rick e Ginger. / Tom, Jerry e Napoleão usam a máquina de gravidade do Dr. Bigby. | |                        |                     |                                                |
| 25 | "A Festa dos Fantasmas / Gatástrofe" "Ghost Party / Cat-Astrophe"                                              | 15 de novembro de 2014 | 1 de agosto de 2014 | 30 de novembro / 14 de dezembro de 2015        |
| Tom e Jerry tentam expulsar fantasmas que estão dando uma festa na casa das bruxas. / Tom e Jerry devem impedir que um asteróide caia na terra, e somente com o poder de eletricidade estática de Tom. | |                        |                     |                                                |
| 26 | "A Maldição do Rubi / Queijo Cremoso" "Curse Case Scenario / Say Cheese"                                       | 22 de novembro de 2014 | 4 de agosto de 2014 | 21 / 28 de dezembro de 2015                    |
| Um cachorro pede a ajuda dos detetives Tom e Jerry para encontrarem um rubi que impede a maldição de má sorte pelo qual foi raptado por uma cadela bandida chamada Roxy. / Depois que Tom acidentalmente come um spray de queijo azedo, ele começa a ter várias alucinações.                                                                          | |                        |                     |                                                |

### 2ª Temporada (EUA: 2016-presente; Brasil: 2016-17)
- Esta temporada possui um novo estilo de animação.
- No Brasil, os episódios de estreia desta temporada são movidos para o canal irmão do Cartoon Network, Boomerang, e a exibição ocorre juntamente com os episódios de estreia das séries Que Legal, Scooby-Doo!, Wabbit e Bunnicula.
- Cada episódio desta temporada possui 7 minutos de duração e um total de 26 episódios (78 segmentos).

| Episódio (série) | Episódio (temp.) | Título                                                          | Exibição original       | Exibição no Brasil      |
| --- | ---------------- | --------------------------------------------------------------- | ----------------------- | ----------------------- |
| 27a | 1a               | "O Dente (BR)" "Dental Case"                                    | 6 de fevereiro de 2016  | 7 de outubro de 2016    |
| Spike pede a ajuda de Tom e Jerry para retirarem o seu dente sujo. |                  |                                                                 |                         |                         |
| 27b | 1b               | "Foto Imperfeita (BR)" "Picture Imperfect"                      | 6 de fevereiro de 2016  | 9 de setembro de 2016   |
| Tom e Spike tentam fugir de um banho para o dia da foto, enquanto Jerry e Tuffy se preparam para tirar a foto perfeita. |                  |                                                                 |                         |                         |
| 27c | 1c               | "O Grilo (BR)" "One-Way Cricket"                                | 6 de fevereiro de 2016  | 16 de setembro de 2016  |
| Tom deve impedir que um grilo cause muito barulho na casa. |                  |                                                                 |                         |                         |
| 28a | 2a               | "Fugindo da Chuva (BR)" "Slinging in the Rain"                  | 13 de fevereiro de 2016 | 9 de setembro de 2016   |
| Jerry e Tuffy criam uma pegadinha com Tom e Spike para pensarem que está chovendo dentro de casa. |                  |                                                                 |                         |                         |
| 28b | 2b               | "Limpeza do Barulho (BR)" "Squeaky Clean"                       | 13 de fevereiro de 2016 | 2 de setembro de 2016   |
| Rick encomenda um robô capaz de limpar toda a sujeira da sua casa, mas logo depois, quando Tom e Jerry começam a aprontar, o robô acaba enlouquecendo e limpando tudo, descontroladamente.                                                                                           |                  |                                                                 |                         |                         |
| 28c | 2c               | "O Patinho Azarado (BR)" "Tough Luck Duck"                      | 13 de fevereiro de 2016 | 23 de setembro de 2016  |
| Patinho Quacker acha que ele está dando azar demais no Tom, Jerry e Spike. |                  |                                                                 |                         |                         |
| 29a | 3a               | "Problemas com Aviões de Papel (BR)" "The Paper Airplane Chase" | 20 de fevereiro de 2016 | 16 de setembro de 2016  |
| Tom, Jerry e Tuffy fazem uma guerra com aviões feitos de papel. |                  |                                                                 |                         |                         |
| 29b | 3b               | "Férias Frustradas (BR)" "Round Tripped"                        | 27 de fevereiro de 2016 | 23 de setembro de 2016  |
| Tom não pode se machucar, caso contrário, não sairá de férias com os seus donos e Jerry faz de tudo para estragar seus planos. |                  |                                                                 |                         |                         |
| 29c | 3c               | "Vencidos pela Gatinha (BR)" "Smitten with a Kitten"            | 5 de março de 2016      | 2 de setembro de 2016   |
| Tom, Jerry e Spike fazem amizade com uma fofa gatinha laranja chamada Botão. |                  |                                                                 |                         |                         |
| 30a | 4a               | "Salgadinhos de Queijo (BR)" "Cheesy Ball Run"                  | 12 de março de 2016     | 30 de setembro de 2016  |
| Tom, Jerry e Butch correm para encontrarem um caminhão com muitos biscoitos de queijo. |                  |                                                                 |                         |                         |
| 30b | 4b               | "A Visita do Tio (BR)" "Say Uncle"                              | 13 de novembro de 2017  | 30 de setembro de 2016  |
| Jerry e Tuffy recebem a visita de seu querido Tio Harry. |                  |                                                                 |                         |                         |
| 30c | 4c               | "O Marido (BR)" "Here Come's the Bride"                         | 13 de novembro de 2017  | 7 de outubro de 2016    |
| Toodles, a namorada do Tom, pede a ajuda dele para bancar o seu marido de mentirinha, apenas para impressionar os seus pais. |                  |                                                                 |                         |                         |
| 31a | 5a               | "A Grande Aventura do Espeto (BR)" "Tuffy's Big Adventure"      | ASA                     | 21 de outubro de 2016   |
| Tuffy e Spike brincam na neve, enquanto Tom, Jerry e Spike tentam mantê-los longe de problemas. |                  |                                                                 |                         |                         |
| 31b | 5b               | "Dragão de Natal (BR)" "Dragon Down the Holidays"               | ASA                     | 23 de dezembro de 2016  |
| Tom e Jerry devem entregar um adorável filhote de dragão para a casa das bruxas no dia de Natal. |                  |                                                                 |                         |                         |
| 31c | 5c               | "O Aniversário do Spike (BR)" "Slaphappy Birthday"              | 14 de novembro de 2017  | 28 de outubro de 2016   |
| Tom e Jerry criam uma festa de aniversário para o Spike. |                  |                                                                 |                         |                         |
| 32a | 6a               | "O Mapa do Tesouro (BR)" "X Marks the Thumpin"                  | 16 de novembro de 2017  | 11 de novembro de 2016  |
| Butch cria um mapa do tesouro falso para Tom e Jerry. |                  |                                                                 |                         |                         |
| 32b | 6b               | "Devolva-se Encontrar (BR)" "Rewast If Lost"                    | 14 de novembro de 2017  | 14 de outubro de 2016   |
| Jerry espalha cartazes dizendo para devolverem Tom para uma casa que não é dele, e sim, de um cachorro preto muito brigão. |                  |                                                                 |                         |                         |
| 32c | 6c               | "A Bebêzinha (BR)" "Baby Blues"                                 | 16 de novembro de 2017  | 2 de dezembro de 2016   |
| Tom, Jerry e Spike tentam proteger um bebêzinho de correr perigo pelas ruas. |                  |                                                                 |                         |                         |
| 33a | 7a               | "A Fera (BR)" "Build-A-Beast"                                   | 17 de novembro de 2017  | 21 de outubro de 2016   |
| Hildie e Beatie criam um guarda-costas monstruoso para impedir que suas coisas mágicas sejam roubadas, e tudo isso porque Tom e Jerry estavam usando os instrumentos de magia apenas para se enfrentarem um contra o outro.                                                          |                  |                                                                 |                         |                         |
| 33b | 7b               | "Mosca Intrusa (BR)" "Not Fly Zone"                             | 18 de novembro de 2017  | 11 de novembro de 2016  |
| Jerry tenta salvar o seu queijo das garras de uma mosca. |                  |                                                                 |                         |                         |
| 33c | 7c               | "Tom e o Circo (BR)" "Big Top Tom"                              | 15 de novembro de 2017  | 14 de outubro de 2016   |
| Tom e Jerry causam as maiores confusões e perseguições no circo da cidade. |                  |                                                                 |                         |                         |
| 34a | 8a               | "Aves e Encrencas (BR)" "To Kill a Mockingbird"                 | ASA                     | 4 de novembro de 2016   |
| Tom rouba os ovos da Mamãe Sabiá e tenta preparar uma refeição com os seus filhos. Mamãe Sabiá pede a ajuda de Jerry para salvá-los. |                  |                                                                 |                         |                         |
| 34b | 8b               | "Nozes pro Jantar (BR)" "From Nuts to Soup"                     | ASA                     | 4 de novembro de 2016   |
| Tom e Jerry tentam conseguir nozes na árvore de um esquilo para prepararem o jantar das bruxas. |                  |                                                                 |                         |                         |
| 34c | 8c               | "O Patinho Sonâmbulo (BR)" "Duck, Duck, Loose"                  | ASA                     | 18 de novembro de 2016  |
| Tom, Jerry, Spike e Tyke tentam parar o sonâmbulismo do Patinho Quacker. |                  |                                                                 |                         |                         |
| 35a | 9a               | "Um Caso de Caridade (BR)" "Charity Case"                       | ASA                     | 18 de novembro de 2016  |
| Jerry ajuda Tom a recuperar seu pertence mais valioso: um cobertor que havia sido vendido para a loja de um fantasma. |                  |                                                                 |                         |                         |
| 35b | 9b               | "Um Dia na Praia (BR)" "Live's a Beach"                         | ASA                     | 2 de dezembro de 2016   |
| Tom e Jerry passam o dia na praia tentando pescar peixes no mar. |                  |                                                                 |                         |                         |
| 35c | 9c               | "A Sombra do Tom (BR)" "Shadow Boxin"                           | ASA                     | 25 de novembro de 2016  |
| Tom encara a sua própria sombra quando ele cumpre uma promessa de não mexer na nova espada das bruxas. |                  |                                                                 |                         |                         |
| 36a | 10a              | "Os Dândis Bem-Feitores (BR)" "Dandy Do-Gooders"                | ASA                     | 25 de novembro de 2016  |
| Tom tenta invadir a área de patrulhamento dos escoteiros do Jerry. |                  |                                                                 |                         |                         |
| 36b | 10b              | "O Gênio (BR)" "Meanie Genie"                                   | ASA                     | 9 de dezembro de 2016   |
| Um gênio mágico realiza desejos para Tom e Jerry na casa das bruxas. |                  |                                                                 |                         |                         |
| 36c | 10c              | "Ataque de Pulgas (BR)" "Flea Bitten"                           | ASA                     | 9 de dezembro de 2016   |
| Tom, Jerry e Spike tentam se livrar das pulgas do Butch. |                  |                                                                 |                         |                         |
| 37a | 11a              | "Eu Desisto (BR)" "I Quit"                                      | ASA                     | 16 de dezembro de 2016  |
| Jerry desiste de morar com o Tom e decide morar na casa de um gato mais amigável. |                  |                                                                 |                         |                         |
| 37b | 11b              | "A Arte de Ganhar (BR)" "The Art of the Deal"                   | ASA                     | 16 de dezembro de 2016  |
| Spike usa os detetives Tom e Jerry para vencer várias partidas caninas de jogo de cartas. |                  |                                                                 |                         |                         |
| 37c | 11c              | "Se Livrando dos Soluços (BR)" "Hiccup and Away"                | ASA                     | 30 de dezembro de 2016  |
| Tom fica com soluços e as bruxas o obrigam a entrar na floresta sombria para se assustar e ficar livre dos soluços. Mas, o que ele não sabia, é que as bruxas pediram a ajuda de Jerry para segui-lo e usar a varinha mágica delas para criar vários sustos para o Tom pelo caminho. |                  |                                                                 |                         |                         |
| 38a | 12a              | "Tom-Fu (BR)" "Tom-Fu"                                          | ASA                     | 30 de dezembro de 2016  |
| Tom machuca a cabeça quando leva uma pancada da televisão, fazendo com que ele haja como um mestre de karatê e agredindo Spike, Jerry e Tuffy por toda a casa. |                  |                                                                 |                         |                         |
| 38b | 12b              | "O Dente do Ogro (BR)" "You Can't Handle the Tooth"             | ASA                     | 6 de janeiro de 2017    |
| Tom e Jerry usam um dente mágico que acaba fazendo eles destruírem a casa das bruxas. |                  |                                                                 |                         |                         |
| 38c | 12c              | "Dor á Venda (BR)" "Pain for Sale"                              | ASA                     | 6 de janeiro de 2017    |
| Tom e Jerry ajudam Spike a recuperar a primeira coleira perdida do Tyke. |                  |                                                                 |                         |                         |
| 39a | 13a              | "Gato de Alta Classe (BR)" "Downton Tabby"                      | ASA                     | 13 de janeiro de 2017   |
| Tom e Jerry criam muitas confusões em um restaurante chique. |                  |                                                                 |                         |                         |
| 39b | 13b              | "Dores do Crescimento (BR)" "Growing Pains"                     | ASA                     | 13 de janeiro de 2017   |
| Tom tenta provar que pode fazer uma horta melhor que a do Jerry. No final, Jerry sai vitorioso, enquanto o Tom acaba levado a pior. |                  |                                                                 |                         |                         |
| 39c | 13c              | "Frufru, a Caçadora (BR)" "Toodle Boom"                         | ASA                     | 20 de janeiro de 2017   |
| Toodles fica excitada quando tenta perseguir Jerry e Tuffy pela casa toda e Tom tenta distraí-la de qualquer custo. |                  |                                                                 |                         |                         |
| 40a | 14a              | "Botando a Casa Abaixo (BR)" "Bringing Down the House"          | ASA                     | 20 de janeiro de 2017   |
| Tom, Jerry e Spike tentam expulsar uma babá azeda de sua casa. |                  |                                                                 |                         |                         |
| 40b | 14b              | "Admirador Secreto (BR)" "Return to Sender"                     | ASA                     | 27 de janeiro de 2017   |
| Tom e Jerry tentam descobrir o admirador secreto da bruxa Beatie. |                  |                                                                 |                         |                         |
| 40c | 14c              | "O Intocável Jerry (BR)" "Jerry Rigged"                         | ASA                     | 27 de janeiro de 2017   |
| Um gato vermelho ajuda Tom a inventar planos para poder capturar Jerry. |                  |                                                                 |                         |                         |
| 41a | 15a              | "A Arte do Conflito (BR)" "The Art of War"                      | ASA                     | 3 de fevereiro de 2017  |
| Tom tenta proteger o quadro de aniversário da Ginger feita por Rick, enquanto Jerry apenas dificulta as coisas para ele. |                  |                                                                 |                         |                         |
| 41b | 15b              | "O Caso da Almofadinha (BR)" "Pillow Case"                      | ASA                     | 3 de fevereiro de 2017  |
| Os detetives Tom e Jerry ajudam uma cadelinha chamada Stardust a encontrar a sua almofadinha desaparecida. |                  |                                                                 |                         |                         |
| 41c | 15c              | "Insegurança Residencial (BR)" "Home Insecurity"                | ASA                     | 10 de fevereiro de 2017 |
| Rick instala um sistema de automatização residencial nos controles da casa. Mas, Tom e Jerry acabam abusando demais da tecnologia dos principais comandos do sistema, o que causa vários desastres pela casa.                                                                        |                  |                                                                 |                         |                         |
| 42a | 16a              | "Gato Folgado (BR)" "The Tail of Two Kitties"                   | ASA                     | 10 de fevereiro de 2017 |
| Butch finge que a sua cauda está quebrada, apenas para se acomodar na casa de Tom e Jerry. |                  |                                                                 |                         |                         |
| 42b | 16b              | "Creme de Desaparecimento (BR)" "Vanishing Creaming"            | ASA                     | 17 de fevereiro de 2017 |
| Tom e Jerry usam demais a poção de desaparecimento das bruxas causando grandes problemas acidentais. |                  |                                                                 |                         |                         |
| 42c | 16c              | "Infelizes Para Sempre (BR)" "Unhappily Harried After"          | ASA                     | 17 de fevereiro de 2017 |
| Tom pede a mão da gatinha Toodles em casamento. Após isso, Toodles obriga que Tom e Jerry façam todo o trabalho pesado para cuidarem dos pequenos filhotes dela. |                  |                                                                 |                         |                         |
| 43a | 17a              | "A Farpa da Discórdia (BR)" "Splinter of Discontent"            | ASA                     | 24 de fevereiro de 2017 |
| Tom tenta arrancar um espinho da pata do Tyke sem que o Spike descubra, mas para isso, ele deve contar com a ajuda de Jerry e Tuffy. |                  |                                                                 |                         |                         |
| 43b | 17b              | "Não se Esqueça de Mim (BR)" "Forget Me Not"                    | ASA                     | 24 de fevereiro de 2017 |
| Tom tenta se lembrar de todos os acontecimentos que ocorreram enquanto ele solucionava um caso em seu trabalho de detetive. |                  |                                                                 |                         |                         |
| 43c | 17c              | "No Começo (BR)" "In the Beginning"                             | ASA                     | 3 de março de 2017      |
| Uma volta no tempo mostrando como Tom e Jerry se conheceram. |                  |                                                                 |                         |                         |
| 44a | 18a              | "O Retorno do Tio Pecos (BR)" "Uncle Pecos Rides Again"         | ASA                     | 3 de março de 2017      |
| Tio Pecos faz uma visita na casa de Jerry e usa Tom como o seu cavalo de rodeio. |                  |                                                                 |                         |                         |
| 44b | 18b              | "Fora, Seu Gato Inútil (BR)" "Out With the Old"                 | ASA                     | 10 de março de 2017     |
| Quando Jerry descobre que Rick e Ginger querem se livrar do Tom, ele tenta manter o trabalho do gato da forma mais máxima possível. |                  |                                                                 |                         |                         |
| 44c | 18c              | "Tyke, O Jogador (BR)" "Tic Tyke-Do'h"                          | ASA                     | 10 de março de 2017     |
| Tom, Jerry e Spike tentam ajudar Tyke a se dar bem nas brincadeiras e nos jogos. |                  |                                                                 |                         |                         |
| 45a | 19a              | "Armageddon de Tom e Jerry (BR)" "Tom and Jerry-Geddon"         | ASA                     | 24 de março de 2017     |
| Tom e Jerry fazem um campo de batalha dentro de casa. |                  |                                                                 |                         |                         |
| 45b | 19b              | "Brincadeiras de Boneca (BR)" "No Strings Attached"             | ASA                     | 24 de março de 2017     |
| Tom usa a varinha mágica das bruxas para dar vida a uma marionete que acaba comparando Jerry com um bebê. |                  |                                                                 |                         |                         |
| 45c | 19c              | "Esconda Bem (BR)" "Move It or Lose It"                         | ASA                     | 24 de março de 2017     |
| Spike fica engordando demais por comer tantas carnes grelhadas, por isso, Tom e Jerry procuram esconder todas as carnes do Spike, antes que ele as encontre. |                  |                                                                 |                         |                         |
| 46a | 20a              | "Nas Asas do Amor (BR)" "Wing Nuts"                             | ASA                     | 24 de março de 2017     |
| Patinho Quacker pede a ajuda dos detetives Tom e Jerry para ajudá-lo a reencontrar sua namorada, Fifi, que espera por ele para levá-lo em uma viagem para o sul. |                  |                                                                 |                         |                         |
| 46b | 20b              | "Febre de Dança Felina (BR)" "Cat Dance Fever"                  | ASA                     | 31 de março de 2017     |
| Os detetives Tom e Jerry ajudam Toodles a vencer um concurso de dança. |                  |                                                                 |                         |                         |
| 46c | 20c              | "Jogos Vorazes (BR)" "Hunger Games"                             | ASA                     | 31 de março de 2017     |
| Tom tenta comer o Patinho Quacker e Jerry faz de tudo para garantir a proteção dele. |                  |                                                                 |                         |                         |
| 47a | 21a              | "Perda de Pêlos (BR)" "Hair Today, Gone Tomorrow"               | ASA                     | 7 de abril de 2017      |
| Tom está perdendo muitos de seus pêlos e pede a ajuda de Jerry e Spike para recuperá-los. |                  |                                                                 |                         |                         |
| 47b | 21b              | "O Caso do Cachorro Louco (BR)" "Missing in Traction"           | ASA                     | 7 de abril de 2017      |
| Os detetives Tom e Jerry investigam o caso de um misterioso cachorro maníaco que está espantando todos os gatos da cidade. |                  |                                                                 |                         |                         |
| 47c | 21c              | "Cara de Cone (BR)" "Funnel Face"                               | ASA                     | 14 de abril de 2017     |
| Tom vira motivo de piada quando é obrigado a usar um cone por uma semana. |                  |                                                                 |                         |                         |
| 48a | 22a              | "Rato Trapaceiro (BR)" "Dirty Rat"                              | ASA                     | 14 de abril de 2017     |
| Um rato de rua se aproveita da mordomia de Tom e Jerry para conseguir comida. |                  |                                                                 |                         |                         |
| 48b | 22b              | "Ajustando a Gatitude (BR)" "Cat-titude Adjustment"             | ASA                     | 21 de abril de 2017     |
| As bruxas lançam um feitiço na atitude do Tom para ele se entender melhor com o Jerry. |                  |                                                                 |                         |                         |
| 48c | 22c              | "Irmandade Felina (BR)" "Pinch Hitter"                          | ASA                     | 21 de abril de 2017     |
| Tom entra em um instituto para felinos e tenta impedir as suas armadilhas de pegarem Meathead por dentro da sua casa. |                  |                                                                 |                         |                         |
| 49a | 23a              | "Luta no Museu (BR)" "Fight in the Museum"                      | ASA                     | 28 de abril de 2017     |
| Tom e Jerry brigam em um museu de antiguidades nacionais. |                  |                                                                 |                         |                         |
| 49b | 23b              | "Delinquência Felina (BR)" "Kitten Grifters"                    | ASA                     | 28 de abril de 2017     |
| Os detetives Tom e Jerry tentam deter um gatinho ladrão que anda roubando todas as coisas dos moradores do hotel. |                  |                                                                 |                         |                         |
| 49c | 23c              | "Uma Escola Muito Dura (BR)" "School of Hard Knocks"            | ASA                     | 5 de maio de 2017       |
| Winston comanda uma escola de pequenos alunos e Tom e Jerry o ajudam nas tarefas mais difíceis. |                  |                                                                 |                         |                         |
| 50a | 24a              | "De Mal a Pior (BR)" "Cat-a-Tonic Mouse"                        | ASA                     | 5 de maio de 2017       |
| Tom, Jerry e Spike ficam doentes e o Tio Pecos aparece para repousá-los. |                  |                                                                 |                         |                         |
| 50b | 24b              | "Ração Barata (BR)" "Brain Food"                                | ASA                     | 12 de maio de 2017      |
| Os detetives Tom e Jerry ajudam um cachorro paranóico a investigar alienígenas de outro planeta que aparecem na casa dos seus amigos gatos. |                  |                                                                 |                         |                         |
| 50c | 24c              | "Osso da Sorte (BR)" "Wish Bone"                                | ASA                     | 12 de maio de 2017      |
| Quando Butch oferece seu osso da sorte para o Tom, ele está disposto a tornar os seus pedidos, uma realidade. |                  |                                                                 |                         |                         |
| 51a | 25a              | "Viralisou (BR)" "Going Going Gone Viral"                       | ASA                     | 19 de maio de 2017      |
| Tom é ridicularizado por todo mundo quando o seu vídeo hilário é postado na internet. |                  |                                                                 |                         |                         |
| 51b | 25b              | "Jabuti Corredor (BR)" "The Tortoise Don't Play Fair"           | ASA                     | 19 de maio de 2017      |
| Os detetives Tom e Jerry tentam deter um jabuti insolente que vai participar de uma corrida com o seu rival, um coelho. |                  |                                                                 |                         |                         |
| 51c | 25c              | "Peixe Fora D' água (BR)" "Fish Out of Water"                   | ASA                     | 26 de maio de 2017      |
| Tom e Jerry enfrentam a piranha de estimação das bruxas. |                  |                                                                 |                         |                         |
| 52a | 26a              | "Gatos no Encontro (BR)" "Cat Match Fever"                      | ASA                     | 26 de maio de 2017      |
| Jerry e Tuffy ajudam Winston a preparar o encontro perfeito para Toodles, mas Tom e Butch não estão nada satisfeitos com este namoro. |                  |                                                                 |                         |                         |
| 52b | 26b              | "Esfriando o Clima (BR)" "Cold Snap"                            | ASA                     | 2 de junho de 2017      |
| Tom e Jerry usam a magia das bruxas para se livrarem do calor. |                  |                                                                 |                         |                         |
| 52c | 26c              | "A Idéia do Livro (BR)" "Novel Idea"                            | ASA                     | 2 de junho de 2017      |
| Os detetives Tom e Jerry procuram por clientes que precisem da ajuda deles. No final, tudo acaba bem com uma grande festa surpresa especialmente para os detetives. |                  |                                                                 |                         |                         |

## Curiosidades
- A produção plagiou para a dublagem (com licença), os famosos gritos de Tom que William Hanna emprestava ao personagem.
- Os episódios onde Tom e Jerry são detetives são uma paródia a Snooper and Blabber da Hanna-Barbera.
- A segunda temporada da série foi um pouco mais violenta que a primeira.
- Nesta série, a cara dos humanos também não é mostrada.
- Diferentemente da maioria dos seriados de Tom e Jerry, não é totalmente comum ver o Jerry se saindo um vencedor, já que agora na maioria das vezes ou ambos Tom e Jerry se beneficiam, ou se dão mal, raramente Tom se sai vencedor e Jerry se sai perdedor.
- Na terceira temporada, todos os episódios passam a ser feitos pela equipe do Wabbit.
- Os gritos de Tom feitos por Alan Swift e por Mel Blanc nos anos 60 são reutilizados na terceira temporada. Além disso, a risada de Jerry feita por Mel Blanc também é reutilizada na terceira temporada.